# Stjärnås
Stjärnås är en bebyggelse i Härryda kommun. Området avgränsades före 2015 till en småort för att därefter räknas som en del av tätorten Eskilsby och Snugga.
Stjärnås ligger i södra delen av Landvetters socken och norr om Västra Ingsjön.